# Apart (teatr)
Apart (fr. à part - na uboczu, na stronie), inaczej monolog na stronie – forma monologu scenicznego, wypowiedz bohatera dramatu relacjonująca jego myśli, uczucia i zamiary,  przy umownym założeniu, że osoby znajdujące się na scenie jej nie słyszą. Wypowiedź skierowana jest do siebie, a właściwie do publiczności. Adresata można odróżnić jedynie poprzez intencje postaci wypowiadającej się. Cechuje się zwięzłą formą i stopniem zespolenia z resztą dialogu.
Apart stanowi zwykle rodzaj komentarza do słów innych osób lub sytuacji, dawniej często moment ujawnia prawdziwych uczuć i myśli bohatera lub jakiejś tajemnicy, obecnie stosowany najczęściej jako zabieg ironiczny.  

PAPKIN
Już nie żyję.

Byłbym przywiózł krokodyla,

Byłbym zyskał twoję rękę,

Lecz ostatnia przyszła chwila -

Dziś rycerską kończę mękę.
KLARA

na stronie
Stracił zmysły do ostatka.

W formie apartu może występować parabaza i tyrada. Wszystkie te trzy formy należą do repertuaru zabiegów z klasycznego i klasycystycznego teatru, ciągle jeszcze wykorzystywanych współcześnie ze względu właśnie na ich konwencjonalność, sztuczność, czyli odwieczne cechy teatralności.  